# Wappen von Gliwice
Das Wappen von Gliwice (Gleiwitz) besteht aus zwei Feldern.
Das Wappen der Stadt ist gespalten; vorne in Blau ein halber goldener Adler am Spalt (der oberschlesische Adler), hinten in Rot ein silberner Zinnenturm mit blauem Spitzdach.
Das Wappen wurde nach dem Zweiten Weltkrieg eingeführt und geht auf eine frühere Variante des Gleiwitzer Wappens zurück.

## Erstes Wappen (bis 1629)
Das heutige Wappen basiert auf der um 1400 erstmals verwendeten Wappendarstellung. Auf zweigeteiltem Schild zeigte es links den Adler der oberschlesischen Piasten, rechts einen Turm.

Siegel von Gleiwitz von 1596

## Wappen von 1629 bis 1945

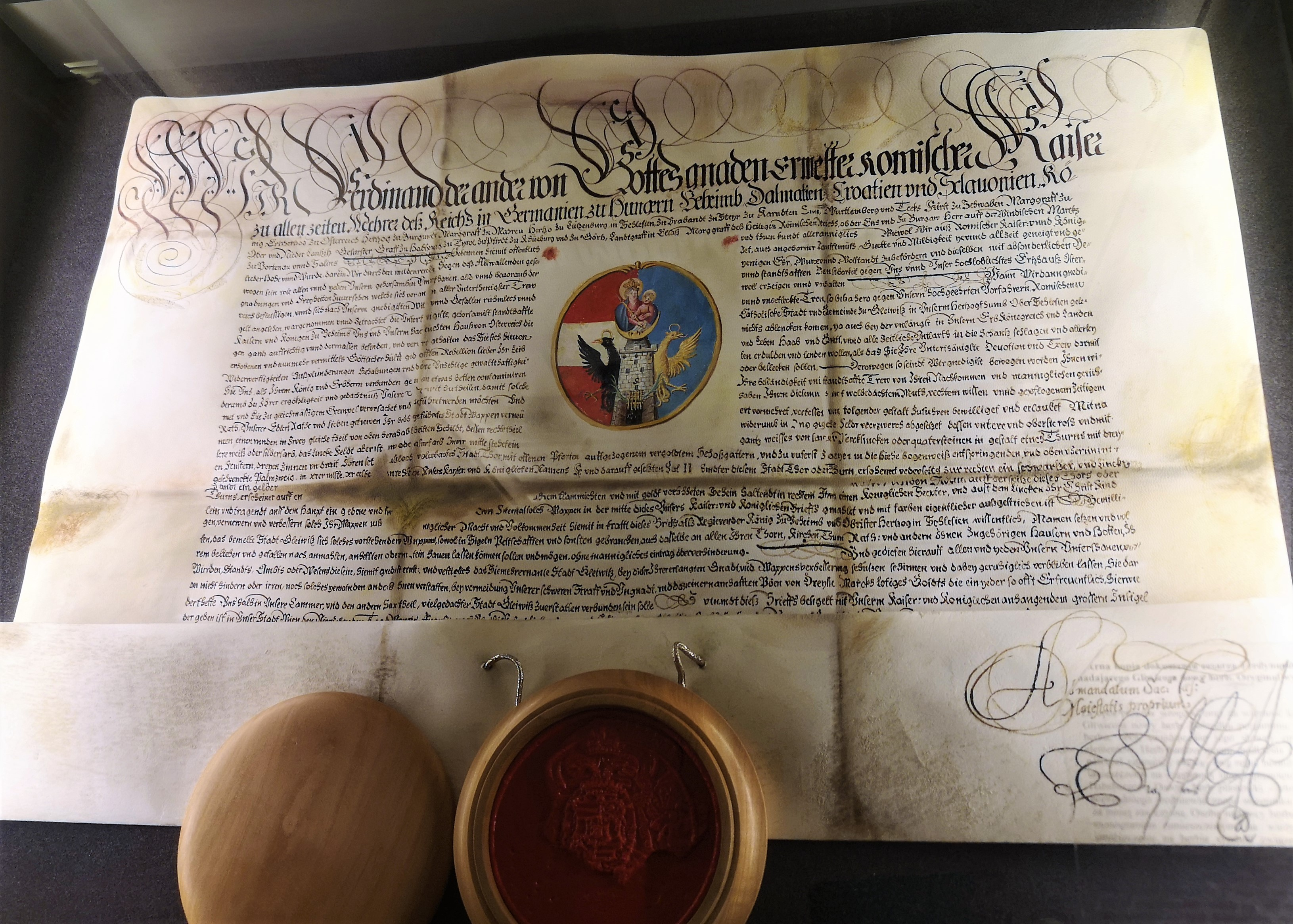
Die Verleihungsurkunde von 1629

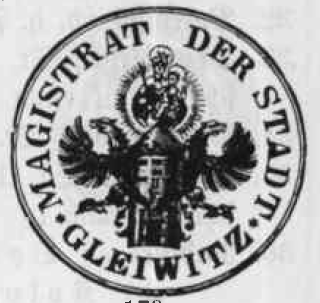
Siegel/Stempel des Magistrats

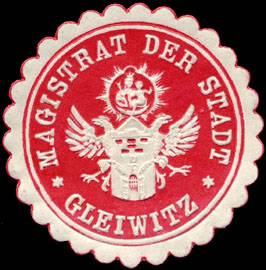
Siegelmarke des Magistrats

Das alte Wappen stammt aus dem Jahr 1629 und wurde von Kaiser Ferdinand II. während des Dreißigjährigen Krieges als Dank zu Ehren der Stadt und seiner Einwohner verliehen.
Dieses Wappen war gespalten; vorne im roten Feld mit silbernem Balken ein halber, golden nimbierter, schwarzer Adler am Spalt (Habsburger Adler), hinten in Blau ein nimbierter, halber goldener Adler (oberschlesischer Adler) am Spalt. Die Spaltlinie war belegt mit einem silbernen Zinnenturm mit rotem Spitzdach und offenem Tor, über der Spitze in einem steigenden Halbmond in Strahlenglorie wachsend die Madonna mit Kind und Szepter; aus dem geöffneten Tor kommen durch dessen Fallgatter zwei grüne Palmwedel hervor, zwischen denen der Turm mit dem Initialen F II Kaiser Ferdinands belegt ist. Auf einem Gemälde in der Allerheiligenkirche ist die Türe des Tors zusätzlich rot-weiß-rot, dies ist aber kein Bestandteil des Wappens.
Manchmal wurde das Wappen mit einer dreitürmigen Mauerkrone geschmückt.
Das alte Wappen wurde auch nach der kommunistischen Ära nicht wieder hergestellt, ist aber immer noch stark im Stadtbild präsent. Es befindet sich heute noch an einigen Gebäuden in der Stadt. Unter anderem am Rathaus, am Roten Chemiegebäude der Schlesischen Technischen Universität und in der Allerheiligenkirche.

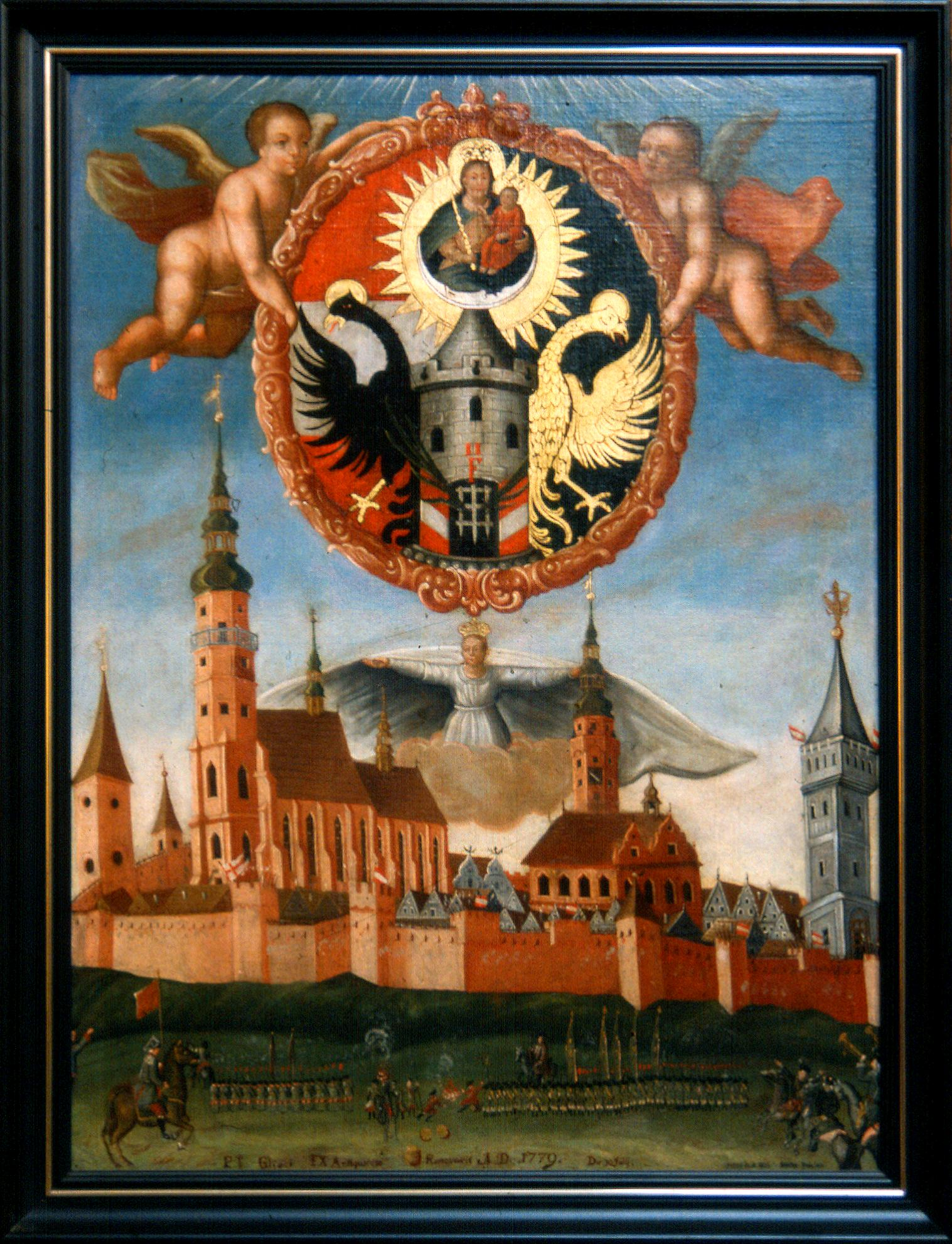
Belagerung von Gleiwitz mit dem von Ferdinand II. verliehenen Wappen; Gemälde aus dem 17. Jh.
Das Wappen von Gleiwitz, nach Otto Hupp
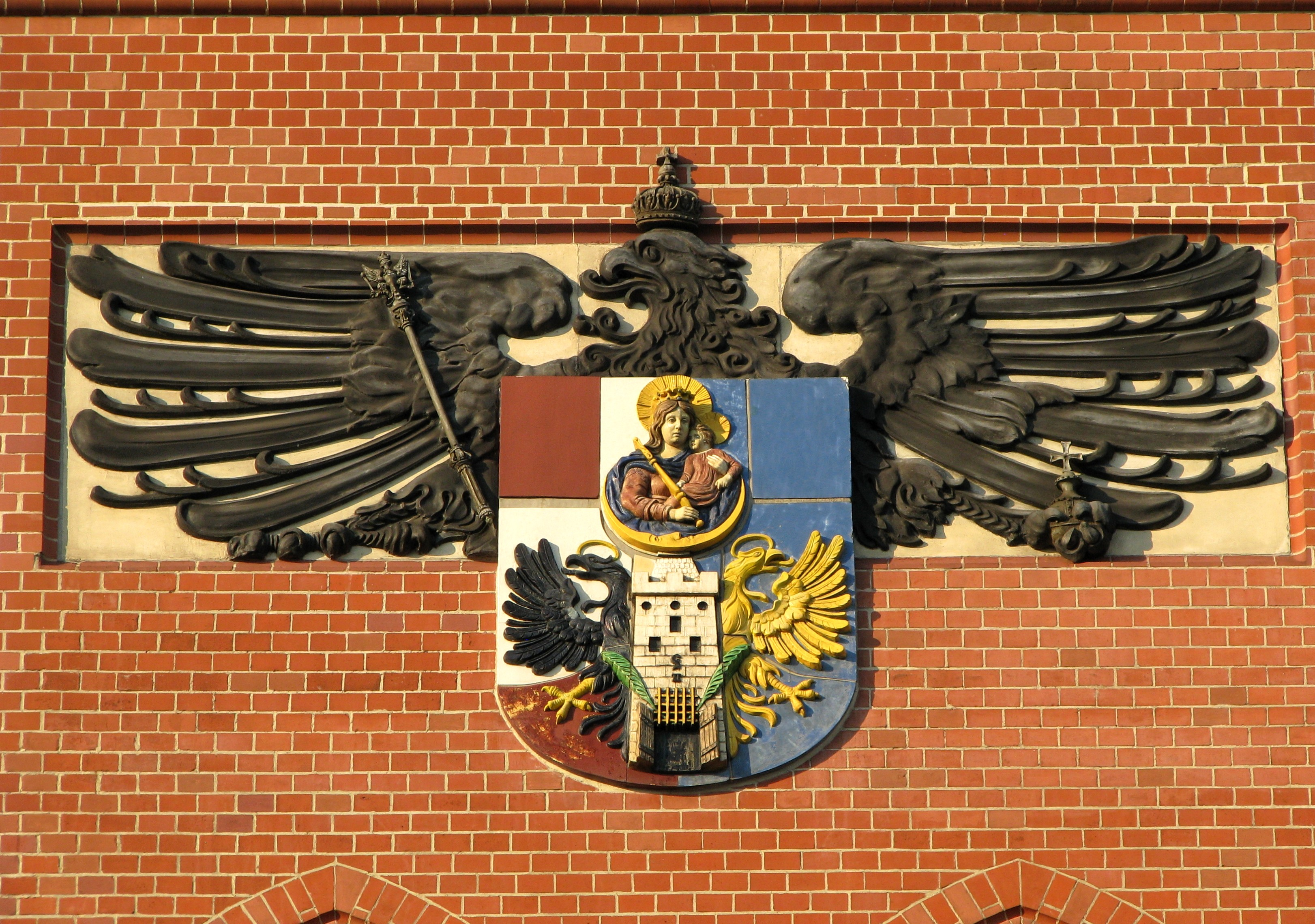
Das alte Wappen am Roten Chemiegebäude
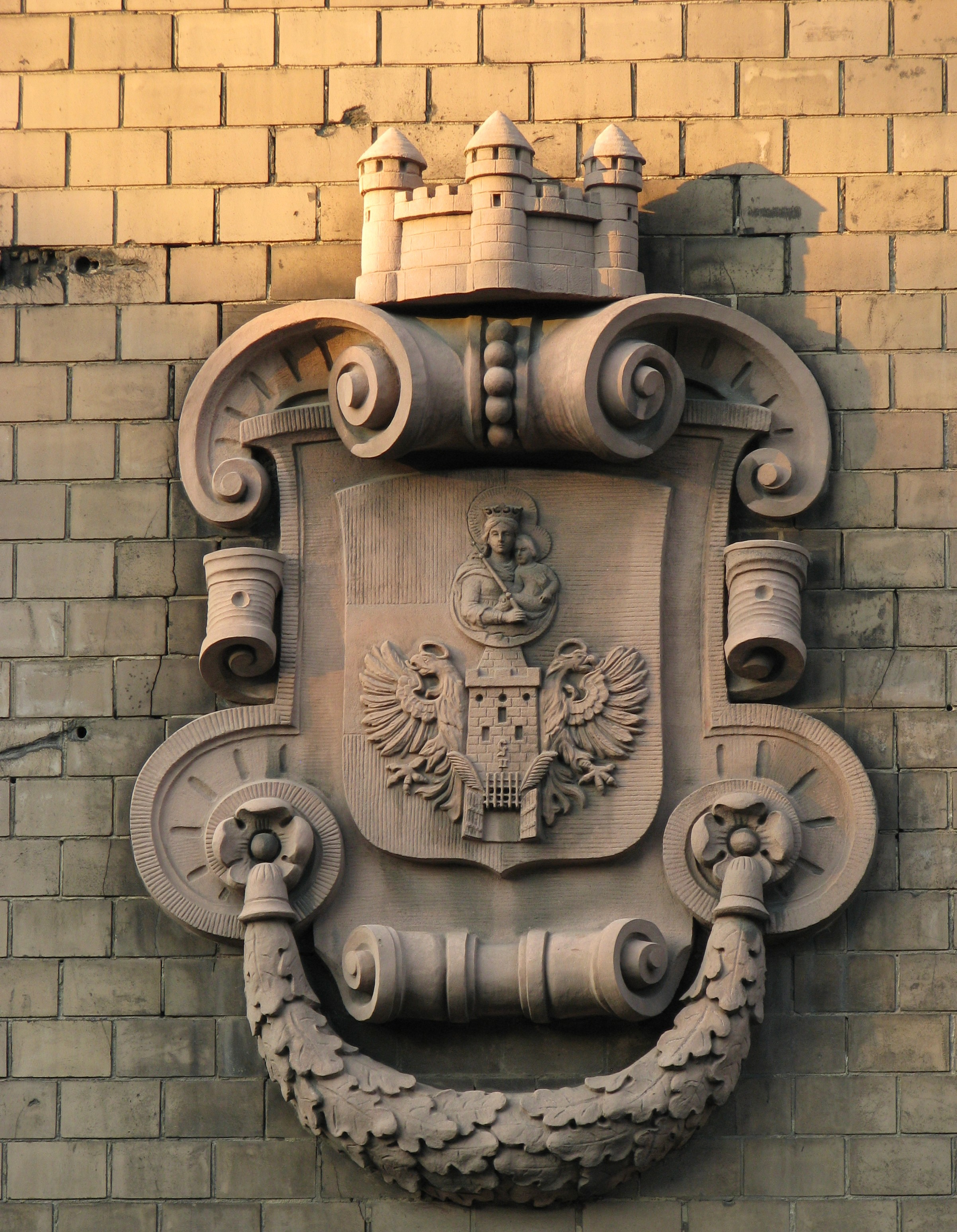
Das alte Wappen mit einer dreitürmigen Mauerkrone

## Heutiges Wappen
Während der Entdeutschung der Stadt in der Zeit nach dem Krieg wurde zunächst der Habsburger Adler durch den polnischen Adler und der rot-weiß-rote Hintergrund durch Rot ersetzt sowie der Halbmond entfernt und der Turm rot eingefärbt, ehe man kurz darauf das Wappen gänzlich durch ein neues Wappen ersetzte. 1947 beschloss der Städtische Nationalrat von Gliwice die Änderung des Stadtwappens und schrieb einen Wettbewerb aus.

Wappendarstellung von 1978 bis 1996

## Stadtfahne
Die alte Stadtfahnen kombinierte die Farben der Habsburger, Rot und Weiß, mit dem Blau Oberschlesiens. Die aktuelle Fahne besteht nur noch aus den Farben Rot und Blau.

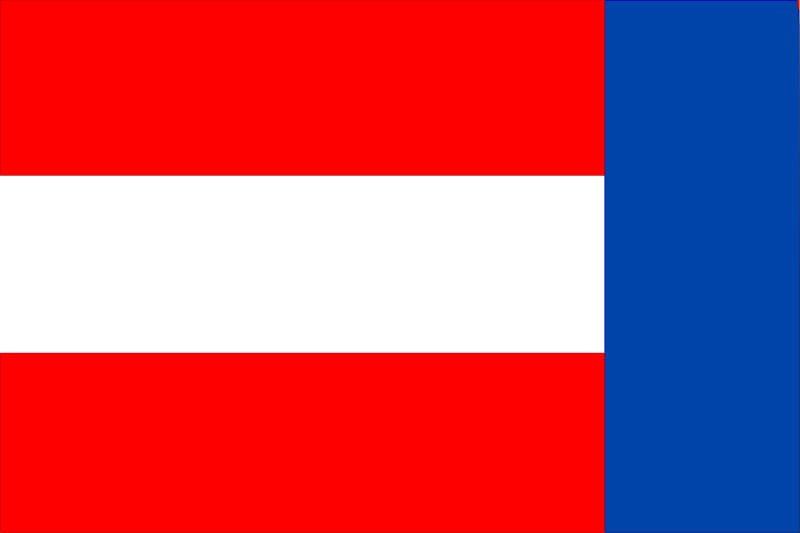
Stadtfahne von Gleiwitz (bis 1945)
Stadtfahne von Gliwice

## Stadtteilwappen

### Łabędy
Das Wappen von Łabędy zeigt einen weißen Schwan, der im Wasser schwimmt (grün) auf einem roten Hintergrund.

### Czechowice
Czechowice führt kein eigenes Wappen, hat jedoch alte Gemeindestempel, die den heiligen Georg zeigen, wie er einen Drachen tötet.